# Митре, Бартоломе
Бартоломе́ Ми́тре (исп. Bartolomé Mitre; 26 июня 1821 года, Буэнос-Айрес — 19 января 1906 года, там же) — аргентинский политик-унитарий, полководец, государственный деятель и журналист, губернатор независимой провинции Буэнос-Айрес и президент Аргентины в 1862—1868 годах. Один из основателей унитаристской школы в аргентинской историографии.

## Биография

### Молодые годы
Бартоломе Митре родился в Буэнос-Айресе 26 июня 1821 года и был крещён в церкви Святого Николая в Бари (Буэнос-Айрес). Происходил из греческого рода Митропулос (греч. Μητρόπουλος), фамилия Митре представляет собой испанское сокращение оригинальной греческой фамилии.
Митре являлся прямым потомком Яниса Димитриу Митропулоса (греч. Γιάννης Δημητρίου Μητρόπουλος), одного из первых греков, ступивших на землю Ла-Платы (будущей Аргентины), участника экспедиции Херонимо Луиса де Кабреры, построившего в 1573 году южноамериканскую Кордову, наречённую в честь древнего испанского города.
Когда Бартоломе был ребёнком, семья переехала в Кармен-де-Патагонес — и вернулась в Буэнос-Айрес в 1827 году. В 1831 году семья Митре переехала в Монтевидео, где в 1836 году Бартоломе Митре поступил в военное училище. В уругвайской столице он изучал артиллерию, получил в 1839 году чин прапорщика и опубликовал свои первые стихи и публицистику в газетах — в том числе в «Инициаторе», запрещённом режимом аргентинского федералиста Хуана Мануэля Росаса. В Уругвае Митре примкнул к политической партии «Колорадо», вследствие чего 29 декабря 1839 года принял участие в сражении при Саганче (Cagancha) на стороне Фруктуосо Риверы. 11 января 1841 года Бартоломе Митре обвенчался в кафедральном соборе Монтевидео с Дельфиной де Ведиа-и-Перес (de Vedia y Pérez), у них родилось две дочери и четверо сыновей.
6 декабря 1842 года капитан Митре был в числе побеждённых участников революции Риверы в Битве Арройо Гранде. Позднее участвовал в осаде Монтевидео, во время которой познакомился с итальянским эмигрантом Джузеппе Гарибальди, коим восхищался всю жизнь.
Во второй половине 1847 года Митре переехал в Боливию. В 1848 году Мануэль Исидоро Белзу депортировал его в Перу. Потом Митре был снова депортирован в Чили, где стал, вместе с Хуаном Баутиста Альберди, одним из редакторов газеты The Trade (Вальпараисо). 13 апреля 1850 года присоединился к Гражданскому союзу. Позже он сотрудничал в газете Progress, которую основал аргентинский эмигрант из враждебной федералистам партии унитариев Доминго Фаустино Сармьенто.

### Возвращение в Буэнос-Айрес, вхождение во власть
В феврале 1852 г. генерал-капитан Росас потерпел поражение в битве при Касеросе с войсками энтрерианского губернатора Хусто Уркисы. Росас эмигрировал в Англию. В мае 1852 года Уркиса, поддержанный губернаторами других провинций, стал временным правителем Аргентинской конфедерации. Кабинет Уркисы конфисковал имения Росаса… Однако, 11 сентября 1852 года в провинции Буэнос-Айрес вспыхнуло восстание против Хусто Уркисы и его приверженцев, против системы федерализма. Возглавил же победоносное восстание реэмигрант Бартоломе Митре. Во время осады Буэнос-Айреса 2 июня 1853 года Митре был поражён пулей, попавшей ему в лоб. Однако кокарда на кепи, сшитой его женой Дельфиной, смягчила удар и спасла Митре жизнь.
Провинция Буэнос-Айрес вышла из состава Аргентины, а Митре занял ключевые должности в провинциальной администрации, сделавшись одновременно
- депутатом законодательного собрания,
- военным министром
- и министром иностранных дел.

В 1853 году про-уркисовская Конституционная ассамблея приняла новую Конституцию Аргентины. В соответствии с новой конституцией в марте 1854 года Уркиса вступил в должность президента. В этом же году буэнос-айресское ополчение (в рядах которого сражался и будущий непримиримый противник Митре — Хосе-Рафаэль Эрнандес) было разбито в битве при Сан-Грегорио. Но за ним последовало победоносное сражение в местечке Тала (Уругвай. В мае 1855 года Митре организовал кампанию против индейцев, которую возглавил лично. Индейцы использовали тактику притворного отступления. Армия Митре, будучи осаждена превосходящими силами, бежала глубокой ночью, оставив противнику артиллерию и большую часть лошадей.

В 1859 году вспыхнула война между Буэнос-Айресом и Аргентинской конфедерацией. В сражении при Сепеде в октябре 1859 года Уркиса разгромил буэнос-айресские войска, которыми командовал Митре. Буэнос-Айрес принуждён был вернуться в состав конфедерации. В следующем году Митре был избран конституционным губернатором Буэнос-Айреса. На следующий день после инаугурации губернатор Митре, в соответствии с буэнос-Айресской традицией, посетил столичный Малый театр. Находившийся там русский военно-морской врач А. В. Вышеславцев так описал Бартоломе Митре: 
У него самое серьёзное, холодное, железное лицо, украшенное чёрными, проницательными глазами и чёрной бородой. Он ни разу не улыбнулся.
Поправки к конституции, предложенные Буэнос-Айресом, были приняты в 1860 году, но мир продолжался недолго, и новое противостояние вылилось в гражданскую войну. Уркиса встретился с армией Буэнос-Айреса, которую вновь возглавил Митре в сентябре 1861 года. В битве при Павоне Уркиса был разбит и отступил в провинцию Энтре-Риос, которой управлял, пока в возрасте 69 лет не был убит сторонниками Рикардо Лопеса Хордана. А Митре после победы при Павоне получил серьёзные уступки от армейских кругов, добившись, прежде всего, поправок к конституции 1853 года. Впоследствии историк Митре назвал поправки губернатора Митре — «Конституционной реформой 60-х годов».

### Президент Аргентины
5 октября 1862 года Митре был избран президентом Республики Аргентина. Национально-политическое единство страны было достигнуто. Начался период широких реформ, которые коснулись железнодорожной системы, армии, распространения образования на всех уровнях (массовое строительство государственных школ), усовершенствования почтовой службы, Верховного суда, валюты, урегулирования Государственного долга; была принята Метрическая система мер и основан общественный кредит.

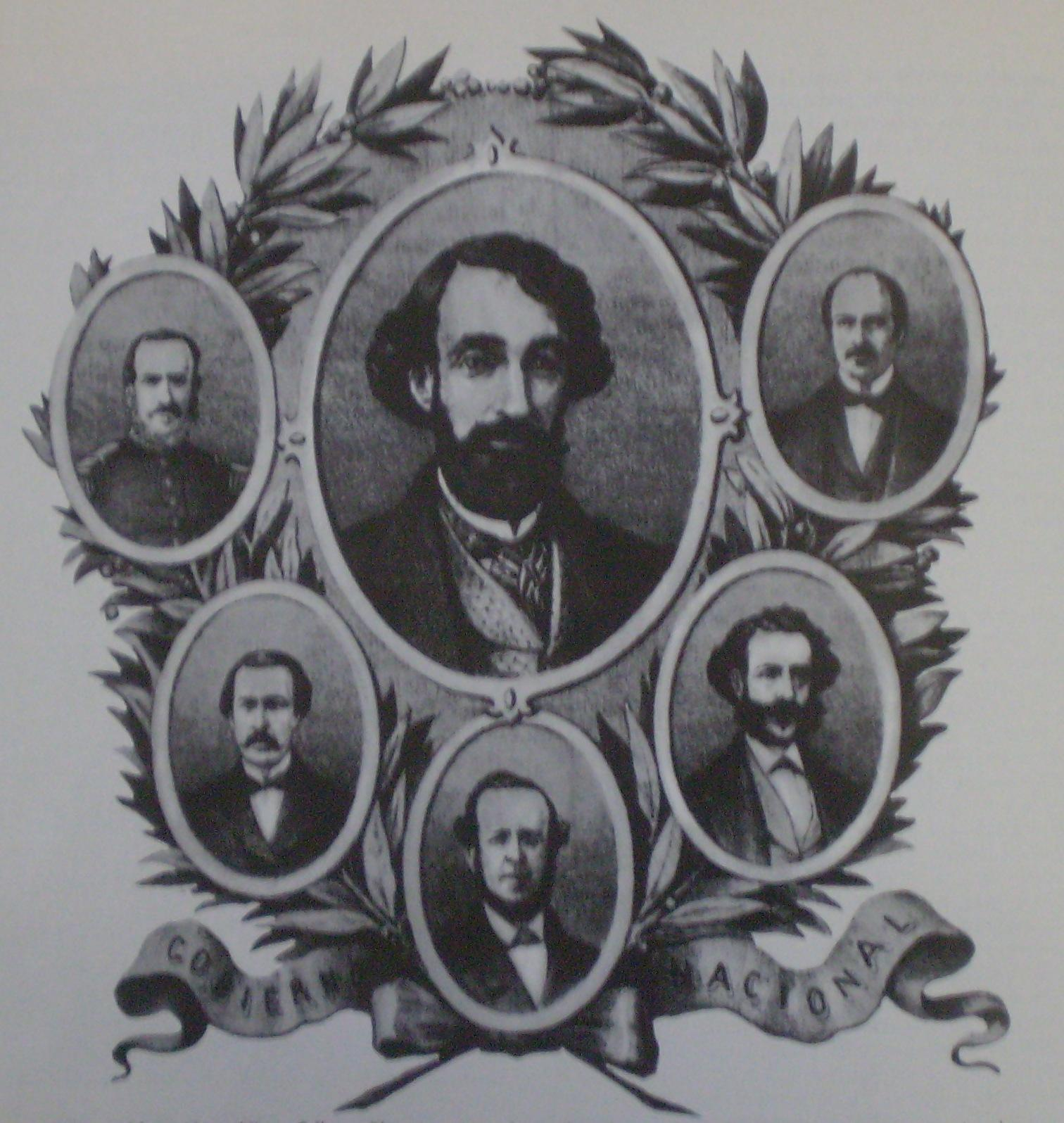
Кабинет президента Митре

Митре был организатором «Тройственного союза» и первым главнокомандующим Парагвайской войны, в которой Аргентина, вместе с Бразилией и уругвайскими «Колорадо», вторглась в Парагвай.

В то же время президент Митре запятнал себя геноцидными кампаниями против аргентинских индейцев и против гаучо — туземцев и старожилов Ла-Платы. Ещё в 1861 году, в канун битвы при Павоне, Доминго Фаустино Сармьенто писал Буэнос-Айресскому губернатору Митре: 
Не жалейте крови гаучо, кровь — единственное, что у них есть человеческого. Их кровь — удобрение, которое надо обратить на пользу страны!
 В 1862 году президент Митре поставил Сармьенто во главе карательной армии, направленной в северные провинции. 
Истребляйте гаучо, этих двуногих животных порочного нрава!
 — напутствовал президент главкома. Как известно, лихие наездники-гаучо составляли основной электорат федералистской партии, они деятельно сопротивлялись растущей гегемонии Буэнос-Айреса, отстаивая свою самобытность и региональные свободы.

### Экс-президент Митре
Митре основал газету La Nacion — одну из самых влиятельных газет Латинской Америки, которая продолжает выходить с 1870 года и всегда пребывает в ведении его потомков. В 1871 году Митре тяжело заболел во время эпидемии жёлтой лихорадки в Буэнос-Айресе. Как только он пришёл в себя, совершил поездку в Бразилию, по заданию президента Сармьенто, чтобы откорректировать окончательные границы после войны «Тройственного союза».
В октябре 1874 года Митре развернул войска против только что избранного в президенты Николаса Авельянеды. Однако, генералу и будущему президенту Хулио Рока удалось защитить права Авежанеды, быстро и решительно подавив мятеж экс-президента, который вскоре был амнистирован Авельянедой.
В 1890 году, Митре разорвал свои отношения с партией автономистов и принял участие в создании партии Гражданский союз. В 1891 году партия раскололась. Митре возглавил Национальный гражданский союз, а другая часть партии, получившая имя Гражданский радикальный союз, стала самой старой политической партией Аргентины.

Митре написал обширные мемуары, множество газетных статей, исторических трудов. Его книга «История Бельграно» (четвёртое расширенное издание до 1887) и три тома «Истории Сан-Мартина» (1887, 1888 и 1890) — важная часть историографии Аргентины. Он долгие годы переписывался с внучкой генерала-освободителя Хосе де Сан-Мартина, Хосефой Домингой Балькарсе (Josefa Dominga Balcarce), которая жила и скончалась в Париже в 1927 году, получая из первых рук информацию для свой работы. Позднейшие историки, такие как его ученики Адольфо Салдиас (Adolfo Saldías) и Хосе-Мария Роса (José María Rosa) поставили под справедливое сомнение объективность его научных трудов. За школой Салдиаса-Росы в историографии закрепилось название «Аргентинского исторического ревизионизма».
Останки Бартоломе Митре покоятся на кладбище Реколета в Буэнос-Айресе.

### Митре — переводчик и библиограф
Им была переведена с итальянского «Божественная комедия» Данте Алигьери, а также «Энеида» Вергилия. Его работа лингвиста и библиографа позволила ему собрать одну из лучших библиотек разнообразной литературы на европейских и американских языках. Каталог библиотеки был опубликован посмертно Музеем Митре, который был создан в 1907 году, согласно его завещанию, и которому он даровал свою библиотеку, коллекции, архивы и мебель из своего дома.

## Память
Портрет Бартоломе Митре размещен на банкноте в два аргентинских песо.

## Важнейшие сочинения Бартоломе Митре
- Historia de Belgrano y de la independencia argentina [«История Бельграно и Аргентинской независимости»] (1857)
- Historia de San Martín y de la emancipación sudamericana [«История Сан-Мартина и освобождения Южной Америки»] (1869)
- Rimas [«Стихи»] (1890)
- Ulrich Schmidl, primer historiador del Rio de la Plata [«Ульрих Шмидль, первый историк Рио-де-ла-Платы»] (1890)
- Arengas [«Пальмы»] (1902)